# Laura Juul Hansen
Laura Juul Hansen, född 7 februari 2001, är en dansk fotbollsspelare som tidigare spelat för AIK.

## Karriär
Larua Juul Hansen har spelat i flera lag under sin karriär i såväl Danmark och Belgien. Sommaren 2023 värvades hon till AIK. Den 2 februari meddelade AIK att Juul Hansen och klubben valt att avbryta kontraktet i förtid.